# Claude Buckenham
Claude Percival Buckenham (ur. 16 stycznia 1877 w Herne Hill w Londynie, zm. 23 lutego 1937 w Dundee) – brytyjski krykiecista i piłkarz. Wieloletni zawodnik Essex County Cricket Club i reprezentant Anglii w krykiecie. Jako piłkarz Upton Park F.C. reprezentował Wielką Brytanię na Letnich Igrzyskach Olimpijskich 1900 w Paryżu, z którą zdobył złoty medal.
Na igrzyskach Upton Park rozegrało jedno spotkanie, przeciwko reprezentującemu Francję Union des Sociétés Françaises de Sports Athlétiques (USFSA). Mecz zakończył się rezultatem 0:4 dla Brytyjczyków. Buckenham rozegrał mecz w pełnym wymiarze czasowym, nie strzelając żadnej bramki.